# Afghanistan - et land vi vil forandre?
Afghanistan - et land vi vil forandre? er en dokumentarfilm, der er instrueret af Claus Bangsholm.

## Handling
Deltagerne i Den rejsende Højskoles første tur til Mellemøsten i efteråret 1970 gengiver deres forsøg på at finde frem til en virkelighedsopfattelse af et uland: Virkeligheden for den enkelte indbygger, virkeligheden bag den østerlandske fremmedartethed, bag turistfacaderne og bag de rige landes ulandsbistand.